# Kloforeks
Kloforeks (Obereks) je anoreksik iz klase amfetamina. On je prolek hlorfentermina.

## Literatura
- Author Unknown (1971). Ann Reports Medicinal Chem V6 (v. 6). Boston: Academic Press.  0-12-040506-7.
- Swiss Pharmaceutical Society (2000). Index Nominum 2000: International Drug Directory (Book with CD-ROM). Boca Raton: Medpharm Scientific Publishers.  3-88763-075-0.